# NGC 761
NGC 761 este o galaxie spirală situată în constelația Triunghiul. A fost descoperită în 11 octombrie 1850 de către William Parsons, 3rd Earl of Rosse⁠(d). Se află la o distanță de 67,68 de megaparseci de Pământ.